# Múzquiz (métro de Mexico)
Múzquiz est une station de la Ligne B du métro de Mexico, dans les délégations Ecatepec et État de Mexico.

## La station
La station ouverte en 2000 doit son nom à la colonia Melchor Múzquiz proche, mais elle se situe en réalité dans la colonia Valle de Aragon, 3ème section. Son icône est la silhouette du président Melchor Múzquiz.